# 柏木町 (恵庭市)
柏木町（かしわぎちょう）は北海道恵庭市の地名。郵便番号は061-1423。人口は2,526人、世帯数は1,419世帯。

## 地理
恵庭市街の北西に位置し、柏木川と茂漁川の間にある地域。柏木町内に恵南柏木通と柏木中通が通っており、陸上自衛隊北恵庭駐屯地、北海道道46号江別恵庭線（旧国道36号）がある。

## 歴史

### 沿革
- 1961年（昭和36年）- 大字漁村の一部、大字島松村の一部から柏木を新設[4]。
- 1981年（昭和56年）10月1日 - 柏木から柏木町に町名変更[4][5]。
- 2014年（平成26年）9月14日 - 柏木町1-3丁目　住居表示変更[6]。
- 2015年（平成27年）10月11日 - 柏木町4-5丁目　住居表示変更[6]。

### 町名の変遷
町名の変遷は以下の通り。
| 実施内容 | 実施年月日 | 実施前     | 実施後 |
| -------- | ---------- | ---------- | ------ |
| 新設     | 1961年     | 大字漁村   | 柏木   |
| 新設     | 1961年     | 大字島松村 | 柏木   |
| 町名変更 | 1981年     | 柏木       | 柏木町 |

## 人口と世帯数
2023年9月30日現在の人口と世帯数は以下の通り。
| 町・丁      | 人口    | 世帯      |
| ----------- | ------- | --------- |
| 柏木町      | 284人   | 243世帯   |
| 柏木町1丁目 | 424人   | 232世帯   |
| 柏木町2丁目 | 249人   | 130世帯   |
| 柏木町3丁目 | 605人   | 309世帯   |
| 柏木町4丁目 | 385人   | 224世帯   |
| 柏木町5丁目 | 579人   | 281世帯   |
| 計          | 2,526人 | 1,419世帯 |

### 人口の変遷
国勢調査による人口数の推移。
| 1995年（平成7年）  | 2,845人 | [ 7 ]  |  |
| 2000年（平成12年） | 2,797人 | [ 8 ]  |  |
| 2005年（平成17年） | 2,761人 | [ 9 ]  |  |
| 2010年（平成22年） | 2,673人 | [ 10 ] |  |
| 2015年（平成27年） | 2,549人 | [ 11 ] |  |
| 2020年（令和2年）  | 2,520人 | [ 12 ] |  |

### 世帯数の変遷
国勢調査による世帯数の推移。
| 1995年（平成7年）  | 865世帯   | [ 7 ]  |  |
| 2000年（平成12年） | 874世帯   | [ 8 ]  |  |
| 2005年（平成17年） | 951世帯   | [ 9 ]  |  |
| 2010年（平成22年） | 997世帯   | [ 10 ] |  |
| 2015年（平成27年） | 1,013世帯 | [ 11 ] |  |
| 2020年（令和2年）  | 1,041世帯 | [ 12 ] |  |

## 小・中学校の通学区
小・中学校の通学区は以下の通り。
| 町・丁 | 街区 | 小学校           | 中学校             |
| ------ | ---- | ---------------- | ------------------ |
| 柏木町 | 全域 | 恵庭市立柏小学校 | 恵庭市立恵庭中学校 |

## 交通

### バス
- えにわコミュニティバス（ecoバス）
  - 「北恵庭駐屯地」・「香華殿」停留所がある[14]。

### 道路
- 一般道道
  - 北海道道46号江別恵庭線（旧国道36号）[15]
- 都市計画道路
  - 3・4・107 恵南柏木通[15]
  - 3・4・113 柏木中通[15]
  - 3・4・114 柏木通[15]

## 施設
公園
- 柏木地区レクリエーション施設 キャンプ場（柏木町）
- こぶし公園（柏木町3丁目）
- さんかく公園（柏木町4丁目）
- みのしま公園（柏木町4丁目）
- すずらん公園（柏木町5丁目）

福祉医療
- 恵望園（柏木町）

行政
- 北恵庭駐屯地（柏木町）

産業・商業
- マルハン 恵庭店（柏木町2丁目）
- 香華殿 恵庭斎場（柏木町3丁目）
- セイコーマート 恵庭柏木店（柏木町3丁目）
- ネッツトヨタ札幌 恵庭店（柏木町4丁目）

寺院・礼拝堂
- 孝子堂宝物館（柏木町）
- 柏木神社（柏木町3丁目）

史跡
- 柏木B遺跡（柏木町）